# De val van de verdoemden
De val van de verdoemden (Frans: La Chute des damnés) is een schilderij van Dirk Bouts dat hij rond 1470 schilderde. Sinds 1957 maakt het deel uit van de collectie van het Museum voor Schone Kunsten in Rijsel.

## Herkomst
In 1468 bestelde de stad Leuven bij Bouts een drieluik met het Laatste Oordeel. Waarschijnlijk was De val van de verdoemden het rechter zijpaneel van deze triptiek. Het andere zijpaneel, De uitverkorenen op weg naar de hemel, bevindt zich ook in het Museum voor Schone Kunsten. Het middenpaneel is grotendeels verloren gegaan. In de Alte Pinakothek in München bevindt zich een kopie uit de zestiende eeuw, die een indruk geeft van het oorspronkelijke werk.  
Mogelijk is het paneel in bezit geweest van de Abdij van Tongerlo. Voor 1862 kwam het in bezit van graaf Tanneguy Duchâtel, een Frans politicus. Hij liet het werk na aan zijn dochter en haar echtgenoot hertog Louis-Charles de La Trémoille, een historicus. In 1898 schonken zij het schilderij aan het Louvre. Sinds 1957 is het in permanente bruikleen aan het museum in Rijsel gegeven.

## Voorstelling
Bij het schilderen van het paradijs en de hel maakte Bouts gebruik van beschrijvingen in de Bijbel en een vertaling van een Latijns manuscript uit de twaalfde eeuw, Tractatus de Purgatorio Sancti Patricii, dat vertelt over de legendarische reis van Ridder Owein naar het hiernamaals waar hij de hel en het paradijs bezoekt.
Bovenaan het schilderij worden de lichamen van de verdoemden door duivels in de gedaanten van vleermuizen naar beneden gegooid waar ze op scherpe rotsen vallen.  Naast de zondaren vallen vliegende schildpadden uit de lucht naar beneden in een zwart meer. Links op de achtergrond is een van de door Owein beschreven martelingen te zien: een wiel vol vurige haken waaraan lichamen hangen. Iets links daarvan, in een grot, branden de verdoemden in de vlammen van de hel. Ze worden daarheen gegooid door demonen met heldere ogen en hoorns, klauwen of scherpe tanden. Deze duivels lijken plezier te hebben in hun taak. De martelingen bereiken hun  hoogtepunt op de voorgrond waar de naakte verdoemden de gruwel van hun toestand duidelijk laten zien. De vrouwen schreeuwen en sommige mannen proberen nog steeds te ontsnappen.
Het clair-obscur van het paneel contrasteert met de helder verlichte wereld van het paradijs. Bouts speelt met de dalende compositie, de bruine en grijze kleuren van de stenige omgeving en de witheid van de door angst en pijn verwrongen lichamen om het dramatische karakter van de scène te accentueren. De details zijn zeer zorgvuldig weergegeven waardoor de gruwelijkheid van de hel nog tastbaarder wordt voor de toeschouwer. Jheronimus Bosch heeft de compositie en stemming van dit paneel in zijn werken verder uitgewerkt.

## Afbeeldingen

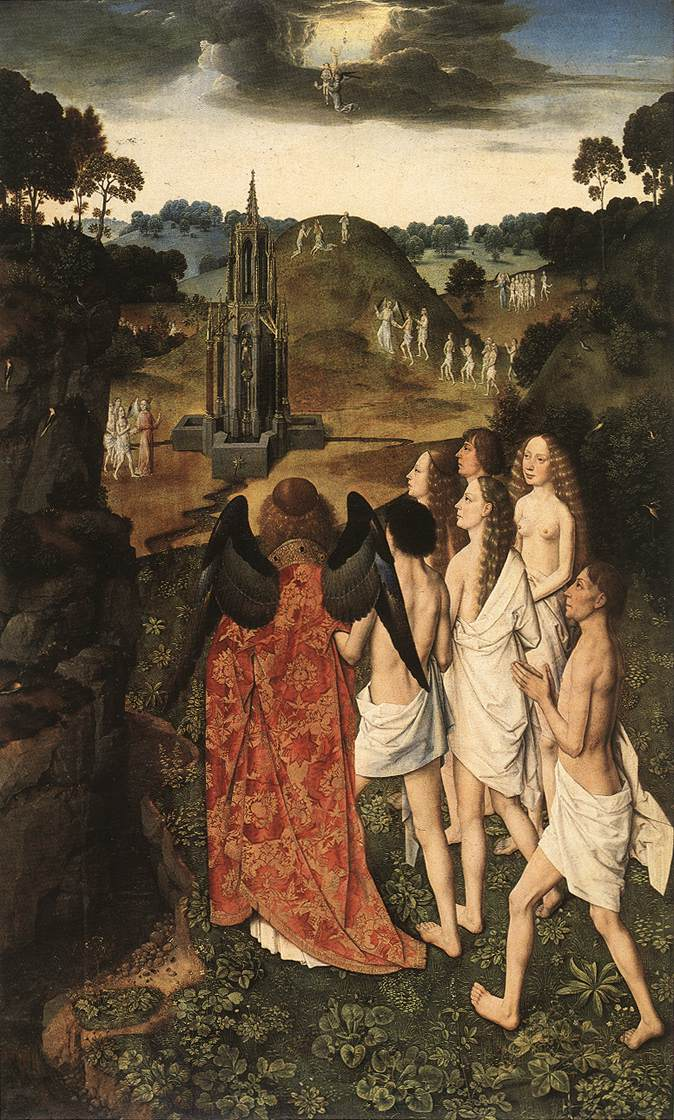
De uitverkorenen op weg naar de hemel
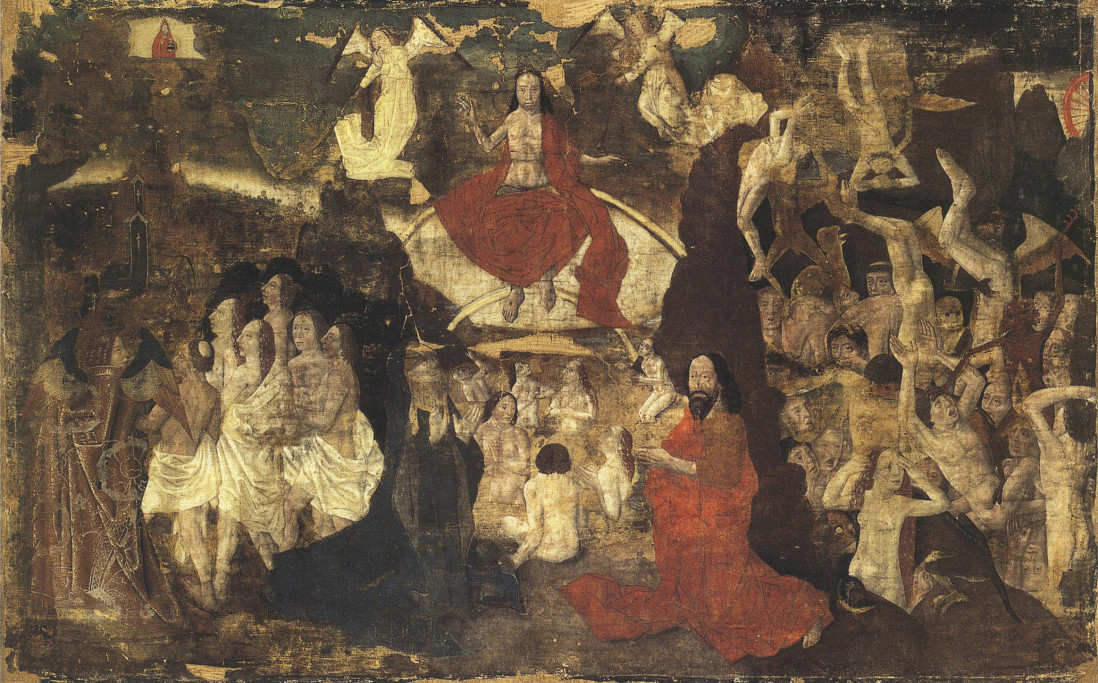
Het Laatste Oordeel - kopie naar Bouts